# Thore Enochsson
Thore Enochsson (Thorhammer), född den 17 november 1908, död den 14 mars 1993, var en svensk friidrottare (långdistanslöpare). Han tävlade för klubbarna Frösö IF, Fredrikshofs IF och IK Ymer och vann SM-guld i maratonlöpning åren 1932 och 1933. Vid OS i Berlin 1936 kom han tia i maraton. Vid Europamästerskapen i Turin 1934 kom han tvåa, med tiden 2.54,36, två minuter efter segrande Armas Toivonen från Finland.